# Spongata
La spongata, ou spungata, est une pâtisserie italienne typique de la période de Noël répandue dans certaines régions des provinces de Plaisance, Parme, Reggio d'Émilie, Modène, Massa-Carrara et La Spezia.

## Histoire
Le nom dérive probablement du latin spongia (éponge), en raison de l'aspect spongieux et irrégulier de sa surface,.
C'est un dessert de tradition ancien, autrefois considéré, selon certains, comme étant d'origine probablement juive, apporté en Italie par des Juifs d'Espagne.
Certains historiens en ont trouvé la preuve la plus ancienne, peut-être d'origine médiévale sinon de la Rome antique : le terme spongata se retrouve pour la première fois dans les documents de la puissante abbaye de Bobbio fondée en 614 à l'époque lombarde par le saint irlandais Colomban de Luxeuil, qui était un centre très important de rayonnement culturel sur l'ensemble de l'Italie du Nord, avec diverses possessions dans les lieux où cette pâtisserie est encore répandue aujourd'hui. En 794, au concile de Francfort, Charlemagne impose que tous les monastères bénédictins d'importance impériale (comme celui de Bobbio) offrent unam tortam ou pain d'hostelage (c'est-à-dire un gâteau ou pain de bienvenue) aux invités, pèlerins et visiteurs pendant les festivités Noël. En 1088, Sant'Ivone, prévôt des chanoines de San Quintino in Verumanduorum, établit que le gâteau offert à Noël dans les monastères devait prendre le nom de spongae, ce qui est confirmé dans le Code diplomatique du monastère de Bobbio où l'abbé de San Colombano demande la permission : « […] si l'évêque était absent, que le monastère puisse recevoir le chrême, l'huile sainte et […] donner une pâte spongata à celui qui était invité. » Il reste encore des preuves dans les documents du Code diplomatique de Bobbio de l'année 1194 dans lequel les moines bénédictins ont l'habitude de donner une spongata à Noël à quiconque leur a apporté la part régulière du loyer et, selon le document, le don du gâteau est étendu à d’autres périodes de l’année : « dando illi qui fictum portaverit unam spongatam » (donner au locataire une spongata),.
À la Renaissance, la spongata a tellement  sa place sur les tables nobles qu'elle est envoyée en cadeau au duc Francesco Sforza de Milan en 1454 et l'année suivante au duc Borso d'Este de Ferrare.

## Diffusion

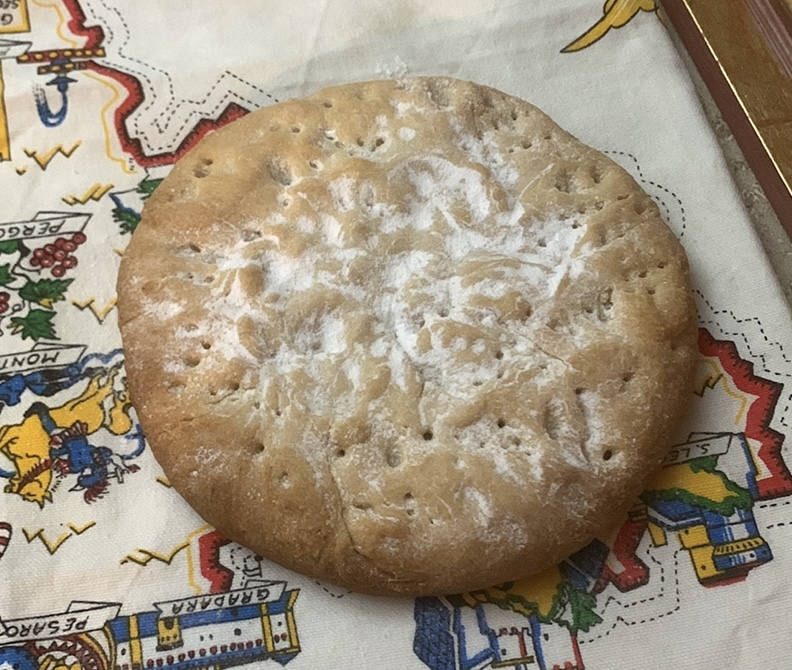
Spongata di Corniglio.

Les premiers lieux qui concourent à sa production artisanale sont Plaisance  (Monticelli d'Ongina, Cortemaggiore, Fiorenzuola d'Arda et Val d'Arda), Parme ( Berceto, Borgo Val di Taro, Busseto, Bardone et Cassio di Terenzo, Corniglio, Fornoue, Monchio delle Corti, Salsomaggiore Terme, Soragna, Pellegrino Parmense), Reggio d'Émilie (Brescello et Poviglio), Modène (Carpi et Fanano), Massa-Carrara (Pontremoli, Fivizzano  et terres de la Lunigiana), La Spezia (Ameglia, Sarzana et l'arrière-pays de La Spezia), Imperia (Seborga) et Mantoue. La spongata de Busseto est célèbre et très appréciée, notamment de Giuseppe Verdi, musicien mais aussi gastronome bien connu.

## Description
C'est un gâteau à base de pâte similaire à la pâte brisée, fourrée de miel, chapelure et biscottes ou amaretti, amandes, noix et/ou noisettes, pignons, fruits confits, raisins secs et épices (dans certaines régions, on ajoute de la confiture de pommes ou de coings, de poires, de figues ou de moutarde aux fruits), et recouverte d'une seconde couche de pâte feuilletée. Cette couche est perforée pour faciliter la cuisson au four et enfin modelée avec un moule en bois.

## Produit agroalimentaire traditionnel italien
Les régions d'Émilie-Romagne, de Toscane et de Ligurie ont obtenu la reconnaissance comme Produit agroalimentaire traditionnel italien par le ministère des Politiques agricoles, alimentaires et forestières des spongata de  Busseto, Corniglio, Plaisance, Reggio Emilia, Lunigiana, Sarzana et de l'arrière-pays de La Spezia.